# Chalkboard (police de caractères)
 (juin 2019).
Si vous disposez d'ouvrages ou d'articles de référence ou si vous connaissez des sites web de qualité traitant du thème abordé ici, merci de compléter l'article en donnant les références utiles à sa vérifiabilité et en les liant à la section « Notes et références ».
Chalkboard est une police de caractères publiée par Apple en 2003. Elle a été publiée dans le cadre de Mac OS X v10.3 et de la mise à jour 10.2.8. Elle est régulièrement confondue avec la police Comic Sans de Microsoft, fournie avec Mac OS depuis Mac OS 8.6 en 1999. Bien qu'elle ne soit pas une police de substitution parfaite, car les deux ne sont pas compatibles métriquement.